# Milichiella cinerea
Milichiella cinerea är en tvåvingeart som först beskrevs av Daniel William Coquillett 1900.  Milichiella cinerea ingår i släktet Milichiella och familjen sprickflugor.

## Utbredning
Artens utbredningsområde är Västindien.